# International Sidecar SuperPrix 2020
Der International Sidecar SuperPrix 2020, offiziell 2020 International Sidecar SuperPrix sponsored by Bonovo Action and Santander Salt war eine internationale Motorradgespann-Straßenrennserie für Gespanne mit einem Hubraum von bis zu 600 cm³. Die Serie wurde organisiert, durchgeführt und beworben von RKB-F1 Motorsport, MotorSport Vision Racing sowie den Sponsoren Santander Salt und Bonovo Action. Nach der Absage der Seitenwagen-Weltmeisterschaft 2020 wurde die SuperPrix-Serie organisiert, um die Durchführung internationaler Sidecar-Wettbewerbe im Jahr 2020 zu ermöglichen. Die SuperPrix-Serie war kein Ersatz für die Weltmeisterschaft und wurde von der Fédération Internationale de Motocyclisme (FIM) nicht anerkannt.

## Serienformat
Der SuperPrix bestand aus vier Rennen bei zwei Veranstaltungen, dem Bonovo Cup vom 2. bis 4. Oktober 2020 in der Motorsport Arena Oschersleben und dem Santander Salt Cup vom 16. bis 18. Oktober 2020 in Brands Hatch. Die Serie wurde gewonnen von den Britischen 2019 Meistern Todd Ellis und Charlie Richardson auf ihrer F1 LCR Honda.

### Veranstaltungsformat
Bonovo Cup
Der Bonovo Cup nutzte ein freies Training und zwei Qualifyings, von denen zwei die Startaufstellung für die beiden Rennen festlegten.
Santander Cup
Da die Santander-Cup-Rennen in das Finale der British F1 Sidecar Championship 2020 integriert wurden, wurde das Format geändert, sodass zwei freie Trainingssitzungen und ein einziges Qualifying die Startaufstellung für das erste Rennen festlegten. Rennen zwei war ein ‘Reverse-Grid-Rennen’; die Top-10-Startplätze liegen in der umgekehrten Reihenfolge der Endpositionen von Rennen eins, dann auf Platz 11 in derselben Reihenfolge wie die Endpositionen von Rennen 1.

## Punkteverteilung
Für die Serie wurde das Punktesystem im MotoGP-Stil verwendet, bei dem Punkte an die fünfzehn Erstplatzierten vergeben werden.
Für das letzte Rennen der Serie wurden doppelte Punkte vergeben.
Weltmeister wird derjenige Fahrer beziehungsweise der Hersteller, der bis zum Saisonende die meisten Punkte in der Weltmeisterschaft angesammelt hat. Bei der Punkteverteilung werden die Platzierungen im Gesamtergebnis des jeweiligen Rennens berücksichtigt. Die fünfzehn erstplatzierten Fahrer jedes Rennens erhalten Punkte nach folgendem Schema:
| Punkteverteilung | Punkteverteilung | Punkteverteilung | Punkteverteilung | Punkteverteilung | Punkteverteilung | Punkteverteilung | Punkteverteilung | Punkteverteilung | Punkteverteilung | Punkteverteilung | Punkteverteilung | Punkteverteilung | Punkteverteilung | Punkteverteilung | Punkteverteilung |
| ---------------- | ---------------- | ---------------- | ---------------- | ---------------- | ---------------- | ---------------- | ---------------- | ---------------- | ---------------- | ---------------- | ---------------- | ---------------- | ---------------- | ---------------- | ---------------- |
| Platz            | 1                | 2                | 3                | 4                | 5                | 6                | 7                | 8                | 9                | 10               | 11               | 12               | 13               | 14               | 15               |
| Punkte           | 25               | 20               | 16               | 13               | 11               | 10               | 9                | 8                | 7                | 6                | 5                | 4                | 3                | 2                | 1                |

In die Wertung kommen alle erzielten Resultate.

## Rennen
| Nr. | Datum               | WM-Lauf                | Strecke                       | Streckenlayout | Läufe      |
| --- | ------------------- | ---------------------- | ----------------------------- | -------------- | ---------- |
| 1–2 | 3. und 4. Oktober   | Deutschland            | Motorsport Arena Oschersleben |                | zwei Läufe |
| 3–4 | 17. und 18. Oktober | Vereinigtes Königreich | Brands Hatch                  |                | zwei Läufe |

### Rennergebnisse
|   | Datum          | Strecke                       | Pole-Position                    | Lauf | Platz 1                         | Platz 2                         | Platz 3                         | Gesamtführung |
| - | -------------- | ----------------------------- | -------------------------------- | ---- | ------------------------------- | ------------------------------- | ------------------------------- | ------------- |
| 6 | 03. und 04.10. | Motorsport Arena Oschersleben | Tim Reeves / Kevin Rousseau      | 1    | Markus Schlosser / Marcel Fries | Tim Reeves / Kevin Rousseau     | Bennie Streuer / Ilse de Haas   |               |
| 6 | 03. und 04.10. | Motorsport Arena Oschersleben | Tim Reeves / Kevin Rousseau      | 2    | Markus Schlosser / Marcel Fries | Bennie Streuer / Ilse de Haas   | Todd Ellis / Charlie Richardson |               |
| 7 | 17. und 18.10. | Brands Hatch                  | Steve Kershaw / Ryan Charlwood1) | 1    | Tim Reeves / Kevin Rousseau     | Todd Ellis / Charlie Richardson | Bennie Streuer / Ilse de Haas   |               |
| 7 | 17. und 18.10. | Brands Hatch                  | Phil Bell / Jimmy Connell1)      | 2    | Todd Ellis / Charlie Richardson | Tim Reeves / Kevin Rousseau     | Bennie Streuer / Ilse de Haas   |               |

1) - Die Santander-Cup-Rennen wurden in das Finale der British F1 Sidecar Championship 2020 integriert. Dieser Pole-Sitter fuhr in der britischen Meisterschaft und nicht im Santander Cup.

## Fahrerwertung
| Pos. | Fahrer            | Beifahrer             | Maschine        | DEU | DEU | GBR | GBR | Punkte |
| Pos. | Fahrer            | Beifahrer             | Maschine        | R1  | R2  | R1  | R2  | Punkte |
| ---- | ----------------- | --------------------- | --------------- | --- | --- | --- | --- | ------ |
| 1    | Todd Ellis        | Charlie Richardson    | LCR-Yamaha      | 4   | 3   | 2   | 1   | 99     |
| 2    | Tim Reeves        | Kevin Rousseau        | Adolf RS-Yamaha | 2   | 4   | 1   | 2   | 98     |
| 3    | Bennie Streuer    | Ilse de Haas          | Adolf RS-Yamaha | 3   | 2   | 3   | 3   | 84     |
| 4    | Markus Schlosser  | Marcel Fries          | LCR-Yamaha      | 1   | 1   |     |     | 50     |
| 5    | Kevin Cable       | Kyle Masters          | LCR-Yamaha      | 10  | 11  | 5   | 4   | 50     |
| 6    | Rupert Archer     | Ben Chandler          | Adolf RS-Yamaha | 9   | 13  | 4   | 5   | 45     |
| 7    | John Holden       | Jake Lowther          | Adolf RS-Yamaha | 6   | 7   | DNF | 7   | 37     |
| 8    | Dean Nicholls     | Ronja Mahl            | Adolf RS-Yamaha |     | 16  | 6   | 6   | 30     |
| 9    | Pekka Päivärinta  | Emmanuelle Clément    | LCR-Yamaha      | 5   | 6   | DNF | DNF | 21     |
| 10   | Ted Peugeot       | Vincent Peugeot       | LCR-Yamaha      | 7   | 8   |     |     | 17     |
| 11   | Josef Sattler     | Luca Schmidt          | Adolf RS-Yamaha | DNF | 5   |     |     | 11     |
| 12   | Jakob Rutz        | Thomas Hofer          | LCR-Yamaha      | 11  | 10  |     |     | 11     |
| 13   | Peter Kimeswenger | Kevin Kölsch          | LCR-Yamaha      | 8   | 15  |     |     | 9      |
| 14   | Franck Barbier    | Mickael Rigondeau     | LCR-Yamaha      | 12  | 12  |     |     | 8      |
| 15   | Markus Schwegler  | Ondrej Kopecky        | LCR-Yamaha      |     | 12  |     |     | 6      |
| 16   | Janez Remše       | Manfred Wechselberger | Adolf RS-Yamaha |     | 14  |     |     | 2      |
| 17   | Max Zimmermann    | Jeroen Remmé          | LCR-Yamaha      | DNS | DNS |     |     | 0      |

| Farbe         | Bedeutung                               |
| ------------- | --------------------------------------- |
| Gold          | Sieger                                  |
| Silber        | 2. Platz                                |
| Bronze        | 3. Platz                                |
| Grün          | Platzierung in den Punkten              |
| Blau          | Klassifiziert außerhalb der Punkteränge |
| Violett       | Rennen nicht beendet (DNF)              |
| Violett       | nicht klassifiziert (NC)                |
| Rot           | nicht qualifiziert (DNQ)                |
| Schwarz       | disqualifiziert (DSQ)                   |
| Weiß          | nicht am Start (DNS)                    |
| Weiß          | zurückgezogen (WD)                      |
| Weiß          | Rennen abgesagt (C)                     |
| ohne Farbe    | nicht am Training teilgenommen (DNP)    |
| ohne Farbe    | verletzt oder krank (INJ)               |
| ohne Farbe    | ausgeschlossen (EX)                     |
| ohne Farbe    | nicht erschienen (DNA)                  |
| fett          | Pole-Position                           |
| kursiv        | Schnellste Rennrunde                    |
| unterstrichen | WM-Führung                              |
| hochgestellt  | Platzierung im Sprintrennen             |